# Rubus laconensis
Rubus laconensis är en rosväxtart som beskrevs av Camarda. Rubus laconensis ingår i släktet rubusar, och familjen rosväxter. Inga underarter finns listade i Catalogue of Life.